# Isabel Rodríguez (conquistadora)
Isabel Rodríguez fue una mujer soldado y médico que acompañó a Hernán Cortés durante la Conquista de México. Pionera de la medicina de guerra, su labor como fundadora y líder del cuerpo de enfermeras de la expedición fue admirada por cronistas como Francisco Cervantes de Salazar y Juan de Torquemada.

## Biografía
Rodríguez se unió a la partida de Cortés junto con su marido, Miguel Rodríguez de Guadalupe. Se cree que llegó en 1520 con el contingente de Pánfilo de Narváez, aunque quizá podría haber formado ya parte del grupo de Cortés desde el principio. Parece ser que fue de la propia Isabel la idea, después de la Batalla de Otumba de aquel mismo año, de crear un cuerpo establecido de enfermería que acompañase a los combatientes de manera continua, por lo que comenzó a coordinar y a entrenar a voluntarias entre las mujeres de la expedición, tanto españolas como indígenas aliadas, para este desempeño.
Algunas de las mujeres bajo su mando fueron las famosas Beatriz de Palacios, Beatriz González y Juana Mansilla. Muchas de estas expedicionarias se equipaban con armas y cumplían funciones militares, por lo que es probable que Rodríguez combatiera también, particularmente durante el Sitio de Tenochtitlan, donde el valor marcial de las españolas salió a relucir en las crónicas.
La habilidad de Rodríguez a la hora de devolver la salud a sus compañeros -tanto después de las batallas como en su transcurso, siempre con riesgo de su propia vida- fue tan renombrada que llegó a ser considerada milagrosa. En palabras de Cervantes de Salazar:

"...como eran tan continuas las refriegas, salían de la una parte y de la otra muchos heridos, de tal manera que no había día que, especialmente de los indios amigos, no saliesen cien heridos, a los cuales una mujer española, que se decía Isabel Rodríguez, lo mejor que ella podía les ataba las heridas y se las santiguaba, y esto no lo hacía arriba de dos veces, e muchas veces no más de una, e acontescía que aunque tuviesen pasados los muslos, iban sanos otro día a pelear".

Bernal Díaz del Castillo menciona a Isabel Rodríguez entre las damas del banquete celebrado por la victoria en Tenochtitlan, junto a varias de sus compañeras y María de Estrada. Cuando finalizaron las confrontaciones de la conquista, y con varios de sus compañeros y antiguos pacientes como testigo, Rodríguez recibió de la Corona de España el título de médico honorario, una profesión que hasta entonces estaba limitada a varones. Esto le autorizaba a ejercer la medicina en todas las tierras de Nueva España, convirtiéndola probablemente en una de las primeras mujeres médico registradas de la historia.
Después de una larga vida de servicios, casada dos veces, Rodríguez se estableció en Tacubaya, donde ella y su último esposo habían recibido tierras como premio por sus servicios, y continuó practicando la medicina en la comunidad local.